# Joachim Hake
Joachim Hake (* 1963 in Lingen) ist ein deutscher römisch-katholischer  Theologe und Direktor der Katholischen Akademie in Berlin.

## Leben
Joachim Hake ist in Lingen/Emsland geboren und verbrachte seine Kindheit und Jugend in Ostfriesland. Das Studium der Katholischen Theologie absolvierte er als Stipendiat des Cusanuswerks an der  Westfälischen Wilhelms-Universität Münster und Rom. 
Von 1997 bis 2006 war er für das Tagungsprogramm der Burg Rothenfels am Main  verantwortlich. Die Burg Rothenfels wurde vor allem durch das Wirken des römisch-katholischen Religionsphilosophen Romano Guardini und die Liturgische Bewegung bekannt. Hakes Hauptinteresse gilt seither dem Verhältnis von Christentum und Moderne, Kultur und Theologie sowie Kultur und Politik.
Seit 2007 ist Joachim Hake Direktor der Katholischen Akademie in Berlin, die er im Lauf der vergangenen Jahre als Forum der öffentlichen intellektuellen Auseinandersetzung in der deutschen Hauptstadt mit neuen Formaten methodisch und inhaltlich neu aufgestellt hat.
2014 ernannte ihn Papst Franziskus zum Konsultor im Päpstlichen Rat für die Kultur. Am 18. Februar 2023 ernannte ihn der Papst zum Konsultor des Dikasteriums für die Kultur und die Bildung, der Nachfolgeinstitution des Päpstlichen Rates für die Kultur.

## Trivia
Hans Joas widmete ihm und seiner Frau das Buch Warum Kirche? Selbstoptimierung oder Glaubensgemeinschaft (2022). 

## Veröffentlichungen (Auswahl)
- Loben. Vom Warten, Lesen und Bewundern, St. Ottilien 2012

- Abschiede und Anfänge. Notizen, St. Ottilien 2015
- Spuren. Essays zu Kultur und Glaube (Hg. zusammen mit Elmar Salmann), EOS-Verlag 2008ff (mittlerweile 11 Bände)